# Uzakbaj Karamanow
Uzakbaj Karamanuły Karamanow (kaz. Ұзақбай Қараманұлы Қараманов, ur. 20 sierpnia 1937 we wsi Ujały w obwodzie kyzyłordyńskim, zm. 25 września 2017 w Ałmaty) – kazachski i radziecki polityk, działacz komunistyczny, przewodniczący Rady Ministrów Kazachskiej SRR (1989–1990).

## Życiorys
W latach 1955–1959 studiował w Kujbyszewskim Instytucie Inżynieryjno-Budowlanym, pracował w truście, od 1962 w KPZR. Od 1975 szef Głównego Zarządu Ministerstwa Budowy Przedsiębiorstw Przemysłu Ciężkiego Kazachskiej SRR, od 1980 wiceminister przemysłu lekkiego Kazachskiej SRR, od 1984 I wiceminister budowy przedsiębiorstw przemysłu ciężkiego Kazachskiej SRR, od 1986 I wiceminister budownictwa Kazachskiej SRR. Od kwietnia 1987 przewodniczący Gossnaba Kazachskiej SRR, od lipca 1989 przewodniczący Rady Ministrów Kazachskiej SRR, od listopada 1990 premier-minister Gabinetu Ministrów Kazachskiej SRR, od października 1991 doradca państwowy Republiki Kazachstanu. W latach 1990–1991 członek KC KPZR.